# جامبا (بازیکن فوتبال)
جامبا (انگلیسی: Jamba؛ زادهٔ ۱۰ ژوئیهٔ ۱۹۷۷) یک بازیکن فوتبال اهل آنگولا است.